# آساهی کوریزوکا
آساهی کوریزوکا (انگلیسی: Asahi Kurizuka؛ زادهٔ ۹ مهٔ ۱۹۳۷) بازیگر اهل ژاپن است.